# Steven de Jongh
Steven de Jongh (Alkmaar, Holanda Septentrional, 25 de noviembre de 1973) es un exciclista profesional neerlandés.
Debutó como profesional en 1996 con el equipo TVM.
A partir de 2010 pasó a formar parte del equipo Sky Procycling como director deportivo. En 2013, fichó por el Team Saxo-Tinkoff como director deportivo.

## Palmarés
| 1997 - 1 etapa de la Vuelta a Burgos - 1 etapa del Tour del Porvenir 1998 - 1 etapa de la Estrella de Bessèges - Vuelta a Suecia, más 1 etapa 1999 - 1 etapa de la Tirreno-Adriático - 1 etapa de la Vuelta a Galicia - 1 etapa de la Vuelta a Castilla y León - 1 etapa del Giro de la Provincia de Lucca 2000 - Veenendaal-Veenendaal - Henk Vos Memorial - Schaal Sels - Premio Nacional de Clausura 2001 - Veenendaal-Veenendaal 2002 - Rund um den Flughafen Köln-Bonn - 2 etapas del Postgirot Open - 1 etapa de la Vuelta a los Países Bajos - Schaal Sels | 2003 - E3-Prijs Harelbeke - 1 etapa de los Tres Días de La Panne - Schaal Sels 2004 - Kuurne-Bruselas-Kuurne 2005 - Nokere Koerse - 2.º en el Campeonato de los Países Bajos en Ruta 2006 - 1 etapa de los Tres días de La Panne - Delta Profronde 2007 - GP Albéric - Circuito de Houtland - Circuit de l'Escaut 2008 - Kuurne-Bruselas-Kuurne - 3.º en el Campeonato de los Países Bajos en Ruta - Tour de Rijke 2009 - Campeonato de Flandes |

## Resultados

### Grandes Vueltas
| Carrera | Carrera         | 1996 | 1997 | 1998 | 1999 | 2000  | 2001 | 2002 | 2003  | 2004 | 2005 | 2006 | 2007  | 2008  | 2009  |
| ------- | --------------- | ---- | ---- | ---- | ---- | ----- | ---- | ---- | ----- | ---- | ---- | ---- | ----- | ----- | ----- |
|         | Giro de Italia  | —    | —    | —    | —    | 126.º | —    | 98.º | —     | —    | Ab.  | —    | —     | —     | —     |
|         | Tour de Francia | —    | —    | Ab.  | —    | —     | Ab.  | —    | —     | —    | —    | Ab.  | 123.º | 122.º | 153.º |
|         | Vuelta a España | —    | —    | Ab.  | —    | —     | —    | —    | 146.º | —    | —    | —    | —     | —     | —     |

### Clásicas, Campeonatos
| Carrera                | Carrera                | 1996 | 1997 | 1998 | 1999  | 2000  | 2001  | 2002  | 2003  | 2004 | 2005 | 2006 | 2007 | 2008 | 2009 |
| ---------------------- | ---------------------- | ---- | ---- | ---- | ----- | ----- | ----- | ----- | ----- | ---- | ---- | ---- | ---- | ---- | ---- |
| Omloop Het Nieuwsblad  | Omloop Het Nieuwsblad  | —    | —    | 69.º | 13.º  | Ab.   | Ab.   | 16.º  | —     | —    | 3.º  | —    | 10.º | 73.º | —    |
| Kuurne-Bruselas-Kuurne | Kuurne-Bruselas-Kuurne | 39.º | 37.º | —    | 36.º  | —     | 12.º  | 22.º  | —     | 1.º  | Ab.  | —    | 71.º | 1.º  | —    |
|                        | Milan San Remo         | —    | —    | 64.º | 141.º | 148.º | 136.º | 168.º | —     | —    | —    | —    | —    | —    | —    |
| A Través de Flandes    | A Través de Flandes    | 20.º | —    | Ab.  | 34.º  | —     | 15.º  | —     | 74.º  | 18.º | 27.º | —    | 24.º | 2.º  | —    |
| E3 Harelbeke           | E3 Harelbeke           | —    | 76.º | 47.º | 19.º  | 67.º  | —     | 77.º  | 1.º   | 4.º  | 13.º | 67.º | 45.º | 46.º | —    |
| Gante-Wevelgem         | Gante-Wevelgem         | 89.º | 81.º | 58.º | —     | 34.º  | —     | —     | 29.º  | Ab.  | 14.º | 99.º | —    | 36.º | —    |
|                        | Tour de Flandes        | 95.º | —    | 68.º | —     | 82.º  | Ab.   | Ab.   | 43.º  | 46.º | 46.º | —    | Ab.  | Ab.  | —    |
| Scheldeprijs           | Scheldeprijs           | 56.º | —    | —    | 65.º  | 80.º  | —     | —     | 32.º  | 39.º | —    | 2.º  | 93.º | 44.º | 51.º |
|                        | París-Roubaix          | 52.º | 68.º | FT.  | 37.º  | Ab.   | 46.º  | —     | Ab.   | —    | 28.º | 13.º | 38.º | 19.º | —    |
| Amstel Gold Race       | Amstel Gold Race       | —    | —    | —    | 78.º  | —     | —     | —     | 115.º | Ab.  | —    | —    | —    | —    | —    |
| Mundial en Ruta        | Mundial en Ruta        | —    | Ab.  | 41.º | Ab.   | 78.º  | Ab.   | 162.º | Ab.   | —    | —    | —    | —    | Ab.  | —    |
| Bélgica en Ruta        | Bélgica en Ruta        | —    | —    | 18.º | 10.º  | 6.º   | 8.º   | 4.º   | 11.º  | 8.º  | 2.º  | 30.º | 17.º | 3.º  | 16.º |

—: no participa 
Ab.: abandono

## Equipos

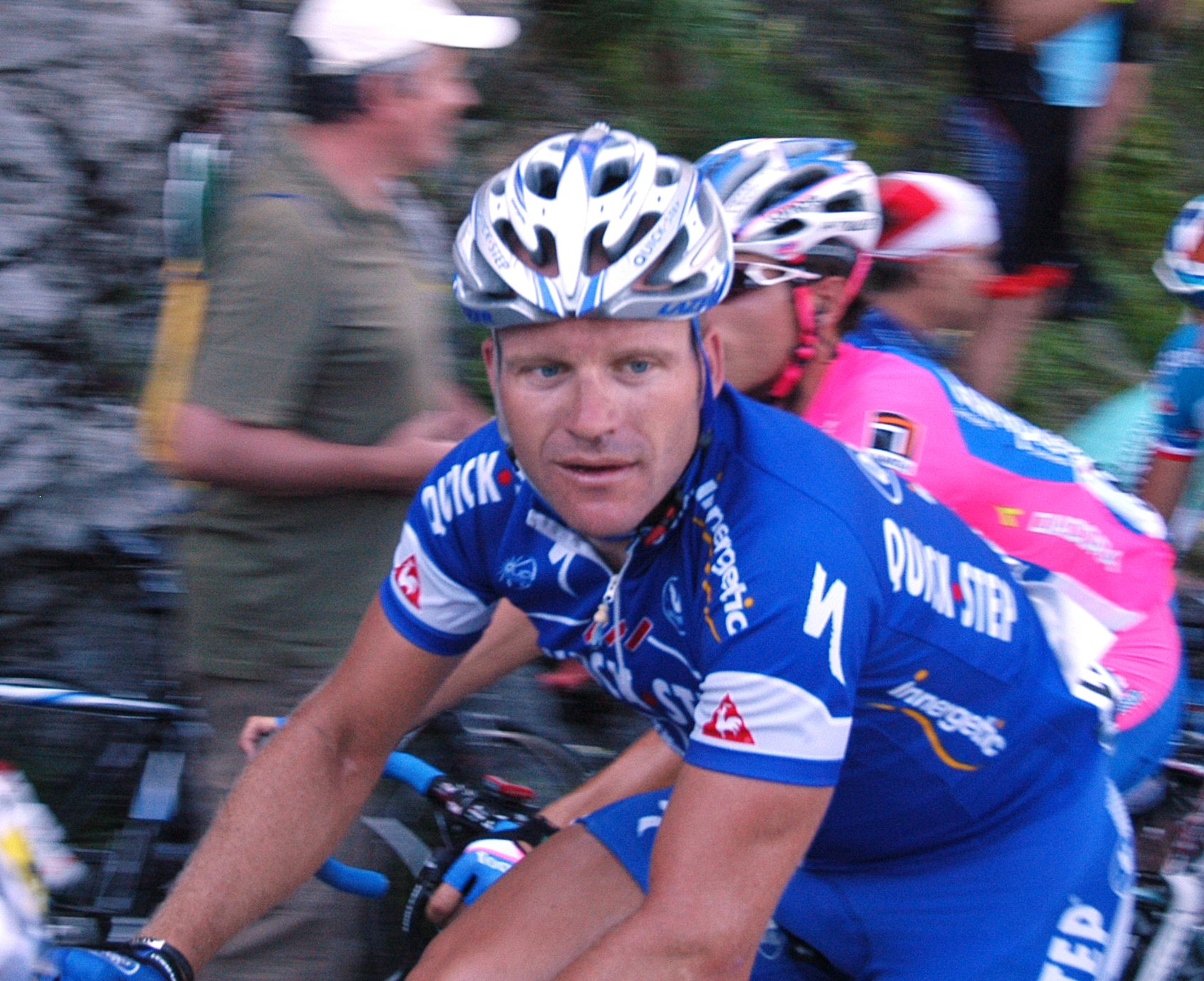
Steven de Jongh durante la disputa del Tour de Francia 2007.

- TVM-Farm Frites (1996-1999)
- Rabobank (2000-2005)
- Quick Step-Innergetic (2006-2009)